# Stasino (rejon werenowski)
Stasino (biał. Стасіно; ros. Стасино) – wieś na Białorusi, w obwodzie grodzieńskim, w rejonie werenowskim, w sielsowiecie Pirogańce. Od wschodu sąsiaduje z Werenowem.
W dwudziestoleciu międzywojennym Stasino leżało w Polsce, w województwie nowogródzkim, w powiecie lidzkim, do 11 kwietnia 1929 w gminie Bieniakonie, następnie w gminie Werenów. Po II wojnie światowej w granicach Związku Radzieckiego. Od 1991 w niepodległej Białorusi.